# 10914 Tucker
10914 Tucker (1997 YQ14) là một tiểu hành tinh vành đai chính được phát hiện ngày 31 tháng 12 năm 1997 bởi P. G. Comba ở Prescott. Nó được đặt tên cho Roy A. Tucker ở Đài thiên văn quốc gia Kitt Peak.